# University of Tampa
Die University of Tampa (UT) ist eine amerikanische Privatuniversität in Tampa, Florida.

## Geschichte

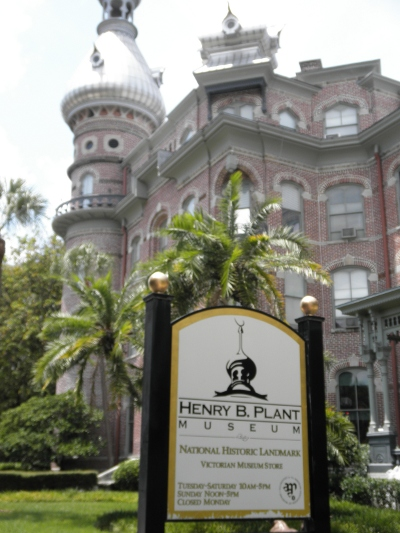
Das ehemalige Tampa Bay Hotel, in dem sich heute auch ein Museum befindet

Die Bildungsinstitution wurde 1931 von Frederic Spaulding als Tampa Junior College gegründet. Sie wurde 1933 zur Universität und übersiedelte in diesem Jahr in das von dem Eisenbahnmagnaten Henry Bradley Plant gegründete und aufgrund der Weltwirtschaftskrise geschlossene Tampa Bay Hotel, ein heute unter Denkmalschutz stehendes Gebäude im maurischen Stil. 1941 wurde mit der Stadt Tampa als Vermieterin ein 99-jähriger Pachtvertrag mit einer jährlichen Pachtzahlung von 1 Dollar abgeschlossen. Die Universität hatte während der 1990er Jahre eine Phase finanzieller Schwierigkeiten, die aber durch eine große Geldbeschaffungskampagne und nicht zuletzt dank des Mäzenatentums der Familie von John H. Sykes, dem Gründer von Sykes Enterprises, überwunden werden konnte. Im Hauptgebäude der Universität befindet sich heute ein Henry Bradley Plant gewidmetes Museum.

## Zahlen zu den Studierenden und den Dozenten
Im Herbst 2021 waren 10.500 Studierende an der UT eingeschrieben.
Im Herbst 2020 waren es 9.605 gewesen. Davon strebten 8.657 (90,1 %) ihren ersten Studienabschluss an, sie waren also undergraduates. Von diesen waren 60 % weiblich und 40 % männlich; 2 % bezeichneten sich als asiatisch, 3 % als schwarz/afroamerikanisch, 12 % als Hispanic/Latino und 61 % als weiß. 1.200 kamen aus dem Ausland. 948 (9,9 %) arbeiteten auf einen weiteren Abschluss hin, sie waren graduates. Es lehrten 899 Dozenten an der Universität, davon 390 in Vollzeit und 509 in Teilzeit.
Im Herbst 2018 waren 9.600 Studierende an der UT eingeschrieben.

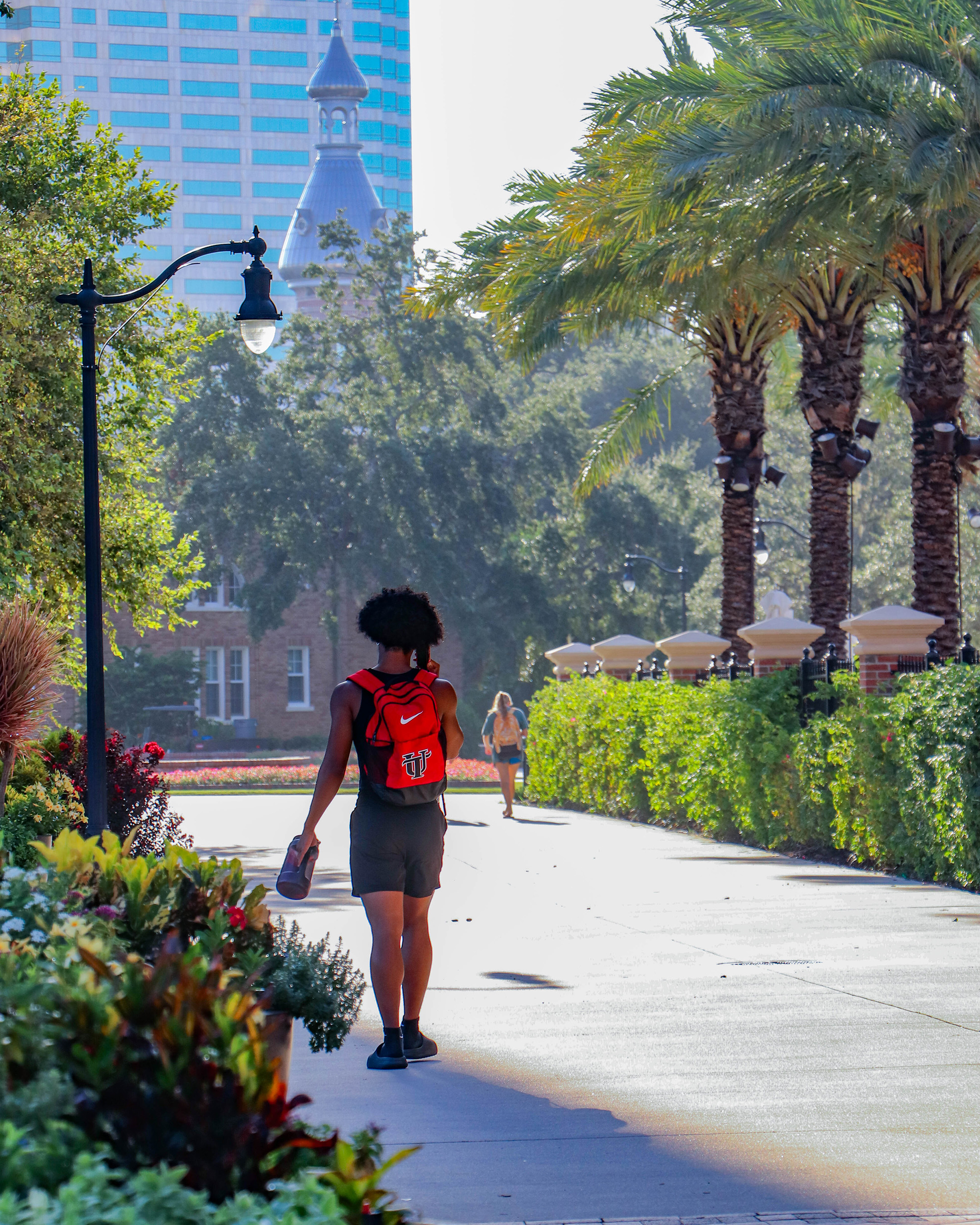
University of Tampa Campus

## Einteilung
Die Universität ist in vier Institute (Colleges) eingeteilt:
- Künste und Literatur (College of Arts and Letters) mit Musik, Sprachen, Theater, Kunst und Design
- Naturwissenschaften und Medizin (College of Natural and Health Sciences), unter anderem mit Biologie, Pflege und Sportmanagement
- College of Social Science, Mathematics and Education
- Wirtschaftswissenschaften (Sykes College of Business)

## Ehemalige der Universität

### Künstler
- Bobby Lord, (1934–2008) Country- und Rockabilly-Sänger, Songwriter, Fernsehmoderator, studierte kurze Zeit an der UT
- Orelsan (Aurélien Cotentin, * 1982), französischer Rapper, studierte ein Jahr an der UT

### Sportler
- Chyna (1969–2016), Bodybuilderin, Wrestlerin, Schauspielerin, Abschluss an der TU 1992 mit dem Hauptfach Spanische Literatur
- John Matuszak (1950–1989), Footballspieler und Schauspieler
- Paul Orndorff (1949–2021), Wrestler „Mr. Wonderful“
- Dick Slater (1951–2018), Wrestler

### Politiker und Staatsbedienstete
- Rod Blagojevich (* 1956), Politiker, Gouverneur des Bundesstaates Illinois, studierte zwei Jahre an der UT, bevor er zur Northwestern University wechselte
- Bob Martinez (* 1934), Politiker, Gouverneur des Bundesstaates Florida[5]
- Juan Camilo Mouriño (1971–2008), mexikanischer Politiker, 2008 mexikanischer Innenminister
- Pete Peterson (* 1935), Politiker und Diplomat
- Virginia M. Hernandez Covington (* 1955), US-Bundesrichterin[5], Abschluss an der UT 1976